# أولادي (طعام)
أُولادي (بالروسية: оладьи، تصغير: оладушки «أُولادوشكي») (بالأوكرانية: оладки «أُولادكي») وهي عبارة عن فطائر صغيرة وسمكية شائعة في المطبخ الروسي والأوكراني والبيلاروسي. يتم إعدادها من طحين القمح أو طحين الحنطة السوداء والبيض والحليب والملح والسكر مع الخميرة أو صودا الخبز. قد يتكون الخليط أيضاً من الكفير أو الحليب المحمض أو الزبادي، وقد يحتوي على إضافات مختلفة مثل التفاح أو الزبيب.
عادةً ما تُقدم فطائر الأولادي مع قشدة السميتانا (نوع من القشدة الحامضة)، وكذلك مع إضافات حلوة مثل الفواكه المحفوظة أو المربى أو العسل وغيرها. وقد يتم تقديم الأنواع المالحة من فطائر الأولادي مع الكافيار.
يشير مصطلح «أولادي» أيضاً في المطابخ السلافية الشرقية بشكل عام إلى الفطائر المصنوعة من مكونات أخرى مثل «فطائر البطاطا» (картофельные оладьи) و«فطائر الجزر» (морковные оладьи) و«فطائر الفاصولياء» (оладьи из бобовых) و«فطائر الأرز» (рисовые оладьи) و«فطائر القرع الصيفي» (кабачковые оладьи) وغيرها. وقد تُعتبر فطائر سيرنيكي (فطائر بجبنة الكوارك) من أنواع الأولادي أيضاً.

## أصل الكلمة
أول توثيق لكلمة «أولاديا» السلافية الشرقية القديمة كان عام 1970م. وتم ذكر الكلمة كطبق لأول مرة في كتاب «دوموستروي» (Домострой)، وهو كتاب يعود إلى القرن السادس عشر يتكلم عن قواعد المنزل والتعليمات والنصائح. الكلمة مُشتقة من كلمة "ἐλάδιον" اليونانية القديمة تصغير كلمة "ἔλαιον" وتعني «زيت الزيتون أو مادة زيتية».